# Anna Chmelková
Anna Chmelková (* 26. Juli 1944, gebürtig Anna Blanáriková) ist eine ehemalige  Leichtathletin aus der ČSSR. Bei einer Körpergröße von 1,69 m betrug ihr Wettkampfgewicht 58 kg.
1964 war sie unter ihrem Geburtsnamen mit 55,0 Sekunden im 400-Meter-Lauf auf Platz 23 der Weltbestenliste. 1965 heiratete sie und bekam ein Kind.
Bei den Europameisterschaften 1966 in Budapest verbesserte sie bereits im Vorlauf mit 53,6 Sekunden den Landesrekord. Nach 54,0 Sekunden im Halbfinale, verbesserte sie im Finale erneut den Landesrekord. Mit 52,9 Sekunden hatte sie im Ziel eine Sekunde Vorsprung auf die zweitplatzierte Ungarin Antónia Munkácsi.
1968 bei den Olympischen Spielen in Mexiko-Stadt schied Chmelková mit 54,9 Sekunden im Vorlauf aus. 